# 水本裕貴
水本裕貴（1985年9月12日—），已退役日本足球運動員，司職後衛，前日本國家足球隊成員。

## 俱樂部生涯
上赛季水本裕贵打满全部34场比赛，是球队不可或缺的核心。
日职联赛冠军广岛后卫水本裕贵有可能加盟葡超豪门本菲卡，本菲卡目前已经开始准备引进水本裕贵，转会成行的可能性极高。
广岛三箭将与中后卫水本裕贵续约，这次续约将水本裕贵的年薪从原本的3500万日圆提高到4400万日圆，最初广岛为其提供的是2年续约合同，但水本表示希望能够长期留在广岛因此改为3年。
据意大利媒体报道，执教日本队的扎切罗尼向老东家AC米兰和乌迪内斯推荐了水本裕貴。
广岛三箭后卫水本裕贵在昨天主场对鸟栖砂岩的比赛出场，完成了个人连续100场联赛均有出场的任务。这样他继已退役的中场服部公太(连续126场比赛出场)后第2位连续出场达到100场的除门将以外位置的球员。 
后卫水本裕贵在日职第12轮客场2-2战平鹿岛鹿角的比赛打满全场，以连续127场在联赛打满全场的数字刷新已退役中场服部公太保持的除门将以外位置的球员在日职联赛的最多连续打满全场场数纪录。
町田泽维亚官方宣布，球队租借广岛三箭后防老将水本裕贵。
广岛三箭名宿、前国脚水本裕贵退役，结束18年的职业生涯。

## 國家隊生涯
日本国家队主教练扎切罗尼公布了8月15日和委内瑞拉的麒麟杯挑战赛23人大名单，北京奥运主力中卫水本裕贵再次入选国家队。
日本国家队主教练扎切罗尼公布最新一期23人大名单，水本裕贵代替入选。本次日本队将打两场比赛，分别是9月6日麒麟杯阿联酋和9日世预赛伊拉克。

## 外部連結
- FIFA球員資料 （页面存档备份，存于）
- 水本船貴成績資料 （页面存档备份，存于）
- 水本裕貴 – FIFA國際賽競賽紀錄 (存檔)
- 水本裕貴在 National-Football-Teams.com 上的出场纪录
- Japan National Football Team Database （页面存档备份，存于）
- 日本職業足球聯賽中的水本裕貴 （日語）